# Тетеревятникова, Татьяна Сергеевна
Татьяна Тетеревятникова (род. 22 ноября 1990 года, Москва) — украинская тхэквондистка.

## Биография
С 8 лет занималась плаваньем. Потом подруга позвала с собой на тхэквондо (неолимпийская версия). Так в 13 лет попала на тхэквондо. Стала чемпионкой мира, многократным призером чемпионатов Мира и Европы. Получила звание Заслуженный мастер спорта Украины. В 2013 году попробовала себя в тхэквондо (олимпийская версия), чем занимается по сей день. Результаты: многократная чемпионка Украина, победитель клубного чемпионата Европы, победитель и призер международных турниров, 5 место на Европейских играх, 5 место чемпионата Европы, мастер спорта международного класса.